# Cryphia bilineata
Cryphia bilineata là một loài bướm đêm trong họ Noctuidae.